# 김진우 (1993년)
김진우(1993년 4월 30일 ~ )는 대한민국의 배우이다.

## 출연작

### 영화
- 《인천상륙작전》 (2016년) - 도리우찌 동생 역
- 《피끓는 청춘》 (2014년) - 중길반 역

### 드라마
- 《수상한 파트너》 (2017년, SBS)
- 《학교 2017》 (2017년, KBS2) - 임준기 역
- 《행복을 주는 사람》 (2016년, MBC) - 김광수 역
- 《KBS 드라마 스페셜 - 전설의 셔틀》 (2016년, KBS2) - 서재우 역
- 《뱀파이어 탐정》 (2016년, OCN) - 20년전의 박재욱 역
- 《페이지터너》 (2016년, KBS2)
- 《퍽》 (2016년, SBS) - 누리 역

### CF
- 가네진